# Inmigración sudamericana en Brasil

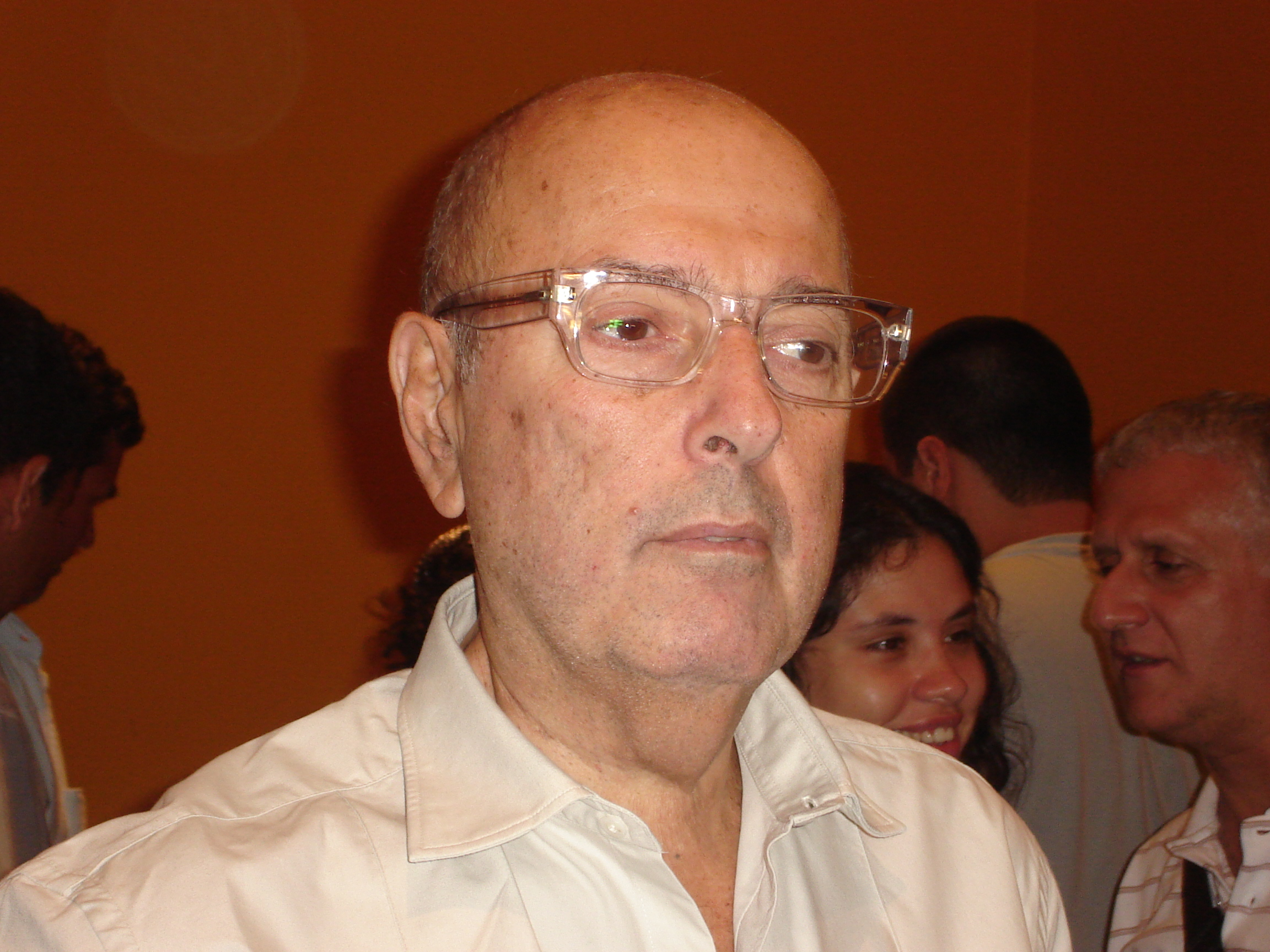
Héctor Babenco, director de cine brasileño de origen argentino.

Así como los asiáticos, la inmigración sudamericana en Brasil representa la mayor lleva demográfica migratoria en el Brasil contemporáneo. Cerca de 700 mil sudamericanos con origen en los países vecinos viven en Brasil. Los países de origen de la mayoría de los inmigrantes sudamericanos son Argentina, Bolivia, Chile, Paraguay, Perú, Uruguay y más recientemente de Venezuela a causa de la crisis política en el país, además de Colombia por cantidad de refugiados. La inmigración argentina se concentra principalmente en el estado de Río de Janeiro, más exactamente en los municipios de la Región de los Lagos, como Cabo Frío y Armação dos Búzios, en los que más del 5% de la migración local de tales municipios son de argentinos. La inmigración boliviana y peruana es muy fuerte en los estados del Centro-Oeste, principalmente en el Mato Grosso do Sul. São Paulo es el estado que más concentra sudamericanos, que generalmente buscan la ciudad de São Paulo y su región metropolitana para vivir, por esa ser la mayor ciudad de la parte sur del continente, ellos son provenientes de todos los países de Sudamérica.

## Brasileños de ascendencia sudamericana o inmigrantes sudamericanos
- Carmen Monegal
- Cris Poli
- Emílio Garrastazu Médici
- Rodrigo Maia
- Eva Wilma
- Fábio (cantante)
- Paolo Guerrero
- Fernando Meligeni
- Filipe de Oliveira Néri
- Héctor Babenco
- Idel Becker
- Irma Alvarez
- Juan José Balzi
- Júlio César de Silva Gurjol
- Liliana Castro
- Luis Trimano
- Madame Mí
- Marcelo Moreno
- Marina Glezer
- Miguel Costa
- Miguel Krigsner
- Mónica Sierra
- Paco Pareja
- Patrício Bisso
- Perla
- Pedro Roca
- Rafael Daniel
- Ricardo Boechat
- Sergio Morettini
- Suely Franco
- Susana Gonçalves
- Telêmaco Augusto Enéas Morosini Borba
- Tom Payne
- Yasmin Brunet

## Principales inmigraciones sudamericanas en Brasil
- Inmigración argentina en Brasil
- Inmigración boliviana en Brasil
- Inmigración chilena en Brasil
- Inmigración colombiana en Brasil
- Inmigración ecuatoriana en Brasil
- Inmigración paraguaya en Brasil
- Inmigración peruana en Brasil
- Inmigración uruguaya en Brasil
- Inmigración venezolana en Brasil

## Barrios de inmigrantes sudamericanos en São Paulo
São Paulo es la ciudad que tiene el mayor número de inmigrantes en Brasil, siendo así algunos barrios de la ciudad se hicieron conocidos por albergar un gran número de inmigrantes de determinadas naciones.
| País      | Bairro          | Região |
| --------- | --------------- | ------ |
| Bolivia   | Pari            | Centro |
| Chile     | ABC             |        |
| Argentina | Jardim Paulista | Oeste  |
| Colombia  | Bom Retiro      | Centro |
| Paraguay  | Bom Retiro      | Centro |
| Perú      | República       | Centro |
| Uruguay   | Perdizes        | Oeste  |
| Venezuela | Bom Retiro      | Centro |